# Västergrundet, Nådendal
Västergrundet är en ö i Finland. Den ligger i Skärgårdshavet och i kommunen Nådendal i den ekonomiska regionen  Åbo ekonomiska region i landskapet Egentliga Finland, i den sydvästra delen av landet. Ön ligger omkring 36 kilometer sydväst om Åbo och omkring 180 kilometer väster om Helsingfors.
Öns area är 1 hektar och dess största längd är 190 meter i sydöst-nordvästlig riktning. Närmaste större samhälle är Rimito, 16,0 km nordost om Västergrundet.